# Dictyssa obliqua
Dictyssa obliqua är en insektsart som beskrevs av Ball 1910. Dictyssa obliqua ingår i släktet Dictyssa och familjen sköldstritar. Inga underarter finns listade i Catalogue of Life.